# Lefterhor
Lefterhor (tiếng Hy Lạp: Λευτεροχώρι; romanized: Lefterohóri) là một ngôi làng ở hạt Vlorë, thuộc miền nam Albania. Tại cuộc cải cách chính quyền địa phương năm 2015, nó đã trở thành một phần của đô thị Delvinë. Nó là nơi sinh sống duy nhất của người Hy Lạp.